# Glan-Münchweiler
Glan-Münchweiler là một đô thị thuộc huyện Kusel, trong bang Rheinland-Pfalz, phía tây nước Đức. Đô thị Glan-Münchweiler có diện tích 5,88 km², dân số thời điểm ngày 31 tháng 12 năm 2006 là 1242 người. Đô thị này nằm bên sông Glan, cự ly khoảng 8 km về phía đông nam của Kusel, và 25 km về phía tây Kaiserslautern.
Glan-Münchweiler là thủ phủ của Verbandsgemeinde ("đô thị tập thể") Glan-Münchweiler.